# Église Notre-Dame de Domérat
L'église Notre-Dame est une église située sur la commune de Domérat, dans le département français de l'Allier, en France.

## Historique
L'église a été initiée au XIIe siècle.
L'édifice est classé partiellement au titre des monuments historiques par arrêté du 12 décembre 1910.